# Конрад де Розен
Конрад де Розен (фр. Conrad de Rosen; 29 вересня 1628 — 3 серпня 1715) — військовий та державний діяч Французького королівства, граф де Бовільє, маршал Франції.

## Біографія
Походив з лівонського роду Розен, лінії Клейн-Ропп. Третій син Фабіана фон Розена і Софії фон Менгден. Народився 1628 року в Страупе. У 1633 році втратив батька. Виховувався в лютеранському дусі під опікою матері. У 13 років вступив до Ризької колегії, де навчався до 1644 року. Переймаючись навчанням і мріючи про військову кар'єру, втік і приєднався до кавалерійського загону принца Саксонського, який проходив через місто. Останній призначив Конрада своїм пажем, але незабаром був змушений відіслати його до Риги на вимогу батьків.
Вступив кадетом до свого родича генерала фон Розена, який командував гвардією шведської королеви Христини. Вбив на дуелі капітана, за що був засуджений до страти військовою радою, але зумів втекти з країни завдяки сприянню королеви. Попрямував до Франції — до свого родича генерал-лейтенанта Рейнгольда де Розена. Проїздом через Франкфурт-на-Майні програв усі гроші. У розпачі від цієї втрати він в 1651 році записався під чужим ім'ям до кавалерійського полку Брінона. Три роки прослужив рядовим. Втративши коня, намагався з кількома приятелями добути гроші за допомогою грабунку, але був затриманий. Одного з його товаришів повісили, і Розену довелося відкрити полковнику графу де Брінону своє справжнє ім'я, щоб уникнути покарання. Полковник, який перебував в добрих відносинах з Рейнгольдом де Розеном, простив порушника.
1654 року призначив Конрада корнетом. У тому ж році в складі армії маршала Жака д'Етампа брав участь в облозі Бельфора, в штурмі Арраських оборонних ліній, захопленні Клермон-ан-Аргонна. За успішні дії при облозі Ландреса 1655 року отримав звання лейтенанта. Брав участь в облозі Конде-сюр-л'Еско та облозі Сен-Жюльєна. У 1656 році став капітаном в полку Брінона. Відзначився під час облоги Валансьєна, Монмеді й Гравеліні.
1660 року оженився з донькою Рейнгольда фон Розена. 1667 року з початком Деволюційної війни проведений підполковником до кавалерійського полку Розена. 30 грудня, після смерті Рейнгольда фон Розена, отримав командування його полком, але вже 26 травня 1668, після підписання миру, полк було розформовано. Розен був настільки незадоволений цим, що мав намір назавжди залишити військову службу. Перебрався до Ельзасу, де вступив спадком фон Розена — Летвільє, Бовільє та Герренштайна. Водночас відмовився від своїх прав на лівонські володіння на користь брата Отто.
З початком Голландської війни 1672 року повернувся до армії. На отрмианні кошти від корони, сформував кавалерійський полк. Невдовзі став довіреною особою маршала Тюренна. Того ж року брав участь в завоюванні Мазека і Сен-Трону, Тонгерен, Бюріка, Реєсу, Арнему, форту Скенк, Німвегену, Боммелю. У 1673 році відзначився при облозі і захопленні Маастрихту. У кампанію 1674 в армії принца Конде хоробро бився в битві при Сенефе, брав участь в деблокування Ауденарде, обложеного Вільгельмом Оранським. 1675 стає бригадиром. Служив при облозі Лімбургу. 30 жовтня 1675 року призначено інспектором кавалерії на зимовий період. Був при облозі Конде-сюр-л'Еско, Бушена, Ера, деблокуванні Маастрихту.
1677 року брав участь у захопленні Валансьєну та відзначився при облозі Камбре, де був поранений. 1678 року призначено табірним маршалом (на кшталт генерал-майора). У складі Фландрської армії брав участь в облозі Генту і Іпра.
У кампанію 1679 роки воював під початком маршала Крекі. 21 червня розбив бранденбурзьке військо неподалік від Міндена, а 30 завдав йому поразки при переправі через Везер.
У 1680 році спрямований королем до Ельзасу з дорученням до дофіна. Водночас Розен викупив у графів Фуггерів баронію Бовільє, яку раніше їм заклав тесть. У 1681 році внаслідок скасування Нантського едікту разом з дітьми перейшов з лютеранства до католицтва, але дружина залишилася лютеранкою. Натомість Розен отримав графський титул. Наприкінці 1682 року призначений до корпусу маркіза де Ла-Труссьє, який було спрямовано до П'ємонту, для виконання дипломатичного завдання. У 1686—1687 року служив у Лангедоці.
7 січня 1688 призначений командувачем в Руссільоні, на час відсутності маркіза де Шазерона. Перебував там 4 місяці. 24 серпня того ж року отримав звання генерал-лейтенанта.
Невдовзі з початком Війни Аугсбурзької ліги командував французькими експедиційними військами, спрямованим на допомогу Якову II Стюарту, поваленому королю Англії, до Ірландії. Біля річки Фін завдав поразки військам Вільгельма Оранського. За цей успіх Яків II в 1689 році призначив Розена маршалом Ірландії. Втім жорстокі дії під час облоги Деррі змусили англійського короля звернутися до Людовика XIV з закликом відкликати Розена, проте марно. У 1690 році в Ірландії висадилося потужне військо Вільгельма Оранського, яке змусило відступити від Деррі. Розен пропонував Якову II спалити Дублін та відступити за річку Шеннон, але той відмовився. Навесні того ж року Розена було відкликано до Франції.
19 квітня 1690 переведений до Рейнської армії. 16 липня того ж року стає генерал-лагермейстером кавалерії. 1691 року переведено до Фландрської армії. Був при облозі Монса, потім діяв у військах маршала Люксембургу і брав участь у битві біля Лезе. 1692 року підпорядковано дофіну. Був при облозі Намюра. Потім відзначився в битві при Стенкеркі, на наступний день в ході переслідування розбив два кавалерійських загони супротивника.
8 травня 1693 отримав один з перших восьми Великих хрестів заснованого королем Військового ордена Святого Людовика. Знову діяв у складі Фландрської армії, командував кавалерією і правим крилом у битві при Неєрвіндені, в якій зробив значний внесок у перемогу. Невдовзі відзначився при облозі Шарлеруа. 1694 року у Фландрії брав участь у марші французького війська від Віньямона до Есп'єру. Був при бомбардуванні Брюсселя 13—15 серпня 1695 року. 17 квітня 1696 і 7 травня 1697 також призначався до Фландрської армії, де командував кіннотою. Перебував при облозі Ата. 1698 року отримав від короля 200 тис. ліврів як компенсацію за конфісковані володіння Розена за умовами Рейсвейкського мирного договору.
З початком Війни за іспанську спадщину 1702 року призначений командувачем окремого корпусу Фландрської армії герцога Бургундського. 11 червня того ж року завдав поразки кавалерії противника перед Німвегеном. 1703 року стає маршалом Франції. Невдовзі з дозволу короля продав посаду генерал-лагермейстера кавалерії за 222 500 ліврів.
1 січня 1704 року стає кавалером ордена Святого Духа. Невдовзі Розен перебрався до свого замку Бовільє в Верхньому Ельзасі. Помер тут 1715 року.

## Родина
Дружина — Марія Софія, донька генерал-лейтенанта Рейнгольда фон Розена.
Діти:
- три дитини померли в дитинстві
- Рейнольд-Шарль (1666—1744), граф Бовільє, генерал-лейтенант
- Жорж-Крістоф (1670—1693)
- Анна-Жанна (1662—1727), дружина графа Ніколая Фредерік де Роттенбурга
- Марія-Софія (1663—1740), дружина барона Майнрада де Планта де Вільденберга
- Луїза-Маргарита (1670—1746), абатиса монастиря візитації в Нансі
- Жанна-Рене (1671—д/н), черниця
- Катерина-Мадлен (1675—д/н), черниця